# Filles de Marie Auxiliatrice
Ne doit pas être confondu avec Sœurs de Marie Auxiliatrice.
Les  Filles de Marie Auxiliatrice (en latin : Congregatio Filiarum Mariae Auxiliatricis) ou plus couramment Salésiennes de Don Bosco sont une congrégation religieuse féminine enseignante, hospitalière, et sociale de droit pontifical.

## Historique
Après la fondation des Salésiens en 1859 pour venir en aide aux jeunes garçons, Jean Bosco (1815 - 1888) est encouragé par le pape Pie IX à étendre son œuvre aux jeunes filles et d'instituer à cet effet une congrégation féminine.
En 1864, Don Bosco ouvre une chapelle à Mornese et rencontre l'union des Filles de Marie Immaculée fondée en 1854 par le  prêtre Dominique Pestarino, devenu salésien. Parmi les jeunes femmes, Bosco repère Marie-Dominique Mazzarello (1837 - 1881) et décide qu'elle sera la fondatrice de la branche féminine de sa congrégation. Le 5 août 1872 a lieu la première prise d'habit des mains de Giuseppe Maria Sciandra, évêque de Acqui, qui leur accorde l'approbation diocésaine le 23 janvier 1876.
La congrégation se développe rapidement dans toute l'Italie en commençant par les régions du Nord puis une maison est ouverte en Sicile dès 1880, huit ans seulement après la fondation. De la Sicile, d'autres fondations se font dans le Sud. En 1891 est fondée une maison à Rome, de cette maison de la congrégation s'élargit vers la Toscane mais aussi à Naples (1901), les Pouilles et Basilicate (1907). De cette époque, date la caractéristique de la congrégation pour la promotion sociale. Elles donnent également une impulsion à un fort sentiment d'esprit italien : l'enseignement est donné en langue italienne même dans les régions où la langue nationale est encore rare ; même dans leurs maisons étrangères, les Filles de Marie Auxiliatrice restent attachés à l'italien, langue du pape et de leur fondateur.
La congrégation reçoit de Pie X le décret de louange le 7 septembre 1911 et ses constitutions sont définitivement approuvées par le Saint-Siège le 4 avril 1922.
À partir de 2008, Yvonne Reungoat est la 9e et première Supérieure générale non italienne des Salésiennes de Don Bosco,.

## Activités et diffusion
Les Filles de Marie Auxiliatrice se dédient à l'enseignement, aux jeunes, aux œuvres sociales, soins de santé et animation spirituelle.
Instruction de divers niveaux : écoles primaires, collèges, universitaires ou professionnelles et centre d'alphabétisation, cours du soir. Aux jeunes : résidences étudiantes, activités extrascolaires, colonies de vacances, maison pour jeunes en difficulté, réinsertion de jeunes délinquants et de toxicomanes. Œuvres sociales : centre de promotion de la femme, promotion culturels, communauté insérés dans les quartiers marginalisés des grandes villes. Soins de santé : centre de santé et dispensaires, éducation sur la santé et assistance alimentaire. Animation spirituelle : œuvres paroissiales, catéchisme et animation liturgique, centres spirituels et formation religieuse.
Elles sont présentes dans 94 pays dont :
- Europe : Allemagne, Angleterre, Autriche, Belgique, Croatie, Espagne, France, Irlande, Italie, Lituanie, Pologne, Portugal, Slovaquie, Slovénie, République Tchèque, Russie

- Afrique : Afrique du Sud, Angola, Bénin, Burkina Faso, République démocratique du Congo, Côte d'Ivoire, Éthiopie, Ghana, Guinée équatoriale, Kenya, Madagascar, Mozambique, Nigéria, Soudan, Soudan du Sud, Togo

- Amérique : Argentine, Bolivie, Brésil, Canada, Chili, Colombie Costa Rica, Équateur, États-Unis, Guatemala, Haïti, Honduras, Mexique, Nicaragua, Panama, Paraguay, Puerto Rico, République dominicaine, Salvador, Uruguay, Pérou, Venezuela.

- Asie : Cambodge, Chine, Birmanie, Corée, Inde, Indonésie, Japon, Philippines, Thaïlande, Timor oriental, Vietnam.

En 2017, la congrégation comptait 12773 sœurs dans 1 390 maisons.